# Balfourodendron riedelianum
Espèce
Classification phylogénétique
Statut de conservation UICN

 EN A1acd+2cd : En danger
Balfourodendron riedelianum, ou guatambú ou yvyra ñeti, est une espèce de plantes à fleurs de la famille des Rutaceae. C'est un arbre que l'on trouve dans les régions tropicales du bassin du Paraná, en Argentine, au Brésil et au Paraguay.
Il est originaire des forêts du Chaco oriental paraguayen et argentin. Il est abondant dans le bassin du Paraná, spécialement dans les départements paraguayens d'Itapúa, de l'Alto Paraná et de Canindeyú. Il ne supporte pas la sècheresse.
Il croît jusqu'à la hauteur de 18 mètres, à un rythme de 1,6 m/an.
Le bois est de couleur blanc-jaune. Sa masse volumique est de 800 kg/m3.